# Kayari Buta

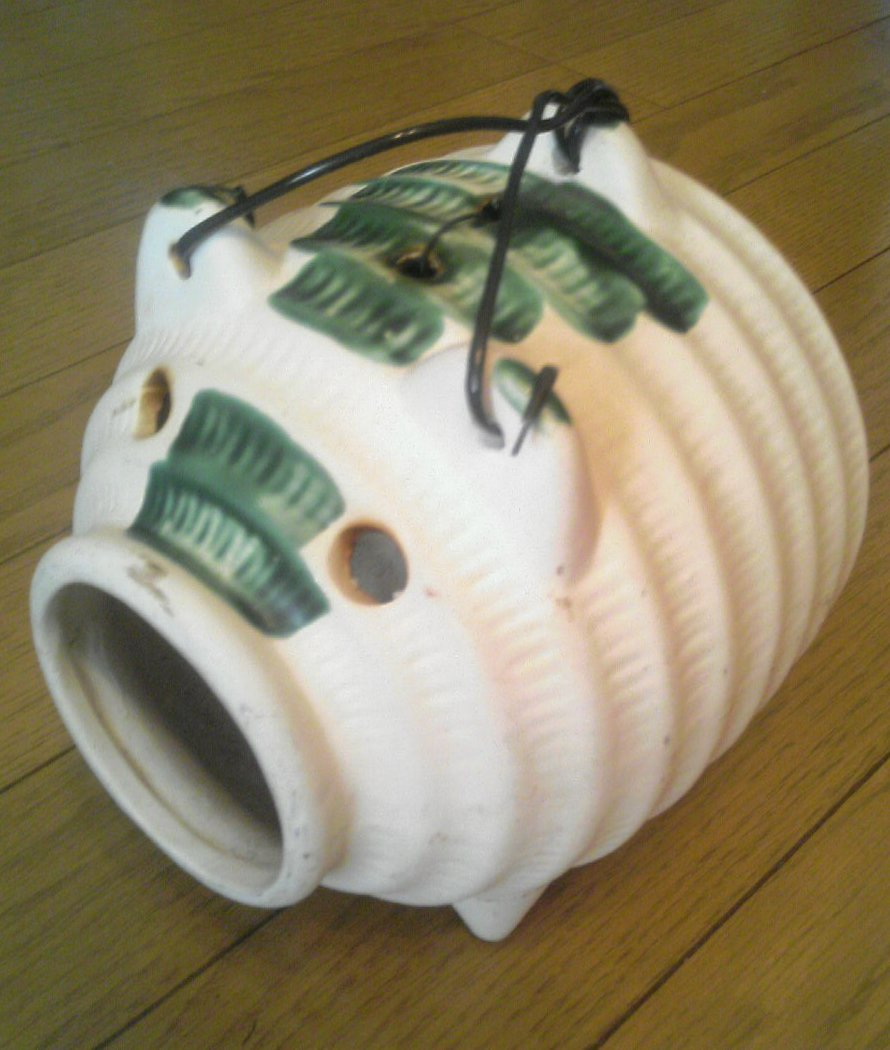
Kayari Buta

Ein Kayari Buta ist eine Vorrichtung zur Mückenabwehr, das eine stabile Verbrennung der Mückenspiralen gewährleistet und das Verstreuen der Asche verhindert, wodurch die Reinigung erleichtert wird.
In der Zeit, als Mückenspiralen die einzigen Produkte waren, die zur aktiven Mückenbekämpfung zur Verfügung standen, spielte sie eine wichtige Rolle. Seit der Verbreitung elektrischer Mückenspiralen ist ihre Bedeutung im Haushalt jedoch zurückgegangen.
Kayari Buta sind seit der Edo-Zeit bekannt und haben die Form eines Schweines.

## Merkmale
Das Gehäuse besteht in der Regel aus Keramik, das eine geringe Wärmeleitfähigkeit aufweist. Die Mückenspiralen befinden sich im Inneren des Gehäuses, wobei der mittlere Teil der spiralförmigen Mückenspiralen an einem Räucherstäbchenständer (aus Metall) oder ähnlichem befestigt ist, der dann horizontal im Inneren des Mückenschutzes angebracht wird.
Der Körper des Mückenschutzes besteht aus nicht brennbarer, flammhemmender und feuerfester Keramik. Wenn die brennenden Teile der Räucherstäbchen mit Keramiken mit hoher spezifischer Wärmekapazität oder Metallen mit hoher Wärmeleitfähigkeit in Berührung kommen, kann die zur Aufrechterhaltung der Verbrennung erforderliche Wärme in diese diffundieren und das Feuer erlöschen lassen.

## Trivia
Im Spiel Fortnite wurde für die Figur Sakura aus Street Fighter ein Hängegleiter Kayari Buta als Werkzeug gegen stechende Mücken verwendet.